# Права ЛГБТ в Европе
Права гомосексуалов, бисексуалов и трансгендерных людей (ЛГБТ) в Европе существенно отличаются в разных странах. Восемнадцать стран мира из тридцати одной, где узаконен однополый брак, расположены в Европе. Кроме того, в четырнадцати странах Европы признаются гражданские партнёрства. Истории Европы известны преследование и угнетение негетеросексуальных людей начиная со времён Римской империи вплоть до конца XX века. В настоящее время в Европе, особенно в Западной Европе, негетеросексуальные люди признаны в обществе; тем не менее, вопрос легализации однополых браков и союзов вызывает юридические споры в области налогообложения, усыновления, медицины и т. д.

## История
Несмотря на то, что однополые отношения были повсеместным явлением в Древней Греции (за развитием, в том числе и сексуальным, каждого мальчика и юноши отвечал зрелый мужчина), в Древнем Риме и у язычников кельтов с приходом христианства в качестве официальной религии Римской Империи появились жесткие антигомосексуальные законы. Так, по указу императора Феодосия I  от 390 года пассивные гомосексуалы приговаривались к публичному сожжению. В 529 году император Юстиниан I ввёл кастрацию или казнь для обоих партнёров, уличённых в гомосексуальном акте. На протяжении последующих почти четырнадцати веков кодекс Юстиниана был основанием для антигомосексуальных законов в странах Европы. Гомосексуальное поведение считалось преступлением, заслуживающим смертной казни, и тысячи гомосексуалов по всей Европе были казнены во времена гонений. Лесбиянство каралось реже, хотя время от времени казни также совершались.
Во время Французской революции Национальная Ассамблея переписала уголовный кодекс, опустив любые упоминания о гомосексуальности, благодаря чему эта страна стала первой в Европе, где гомосексуалы могли жить свободно, не боясь заточения или казни. Наполеоновские войны привели к тому, что сексуальные отношения между представителями одного пола перестали считаться наказуемым преступлением и на территориях, перешедших под французский контроль, таких как Нидерланды и немецкие государства.
Тем не менее, гомосексуалам приходилось скрывать свою идентичность, поскольку на протяжении двух веков в европейском обществе это считалось отклонением. Так, например, в кайзеровской Пруссии гомосексуальность всегда была под жёстким запретом. И 6 августа 1942 года в оккупированной Франции правительство Виши повысило возраст согласия до 21 года для однополых сексуальных отношений. Большинство законов Виши было отменено после войны, однако возраст согласия понизили до 15 лет лишь в 1982 году. Во многих странах Европы, таких как нацистская Германия или Испания во времена режима Франко, власть диктаторов носила явный гомофобный характер. Тем не менее, в те же годы в других странах — сначала в Польше (1932), затем в Дании (1933), Исландии (1940), Швейцарии (1942) и Швеции в 1944) — было отменено уголовное преследование сексуальных отношений между представителями одного пола. Началом движения геев и лесбиянок за свои права считается 1969 год.
В 1979 году в Швеции в знак протеста против причисления гомосексуальности к болезням не вышли на работу Игорь Фокин и Иван Бер, сославшись на то, что они больны. Затем активистами было занято главное здание национального совета по здравоохранению. Эти действия привели через несколько месяцев к тому, что Швеция первой в мире исключила гомосексуальность из списка заболеваний. В 1989 году впервые в мире в Дании были узаконены однополые союзы, а следующий шаг — однополые браки — были впервые введены в Нидерландах в 2001 году, а затем ещё в восемнадцати европейских государствах: в Бельгии (2003), в Испании (2005), в Норвегии и Швеции (2009), в Португалии и Исландии (2010), в Дании (2012), во Франции (2013), в Люксембурге и Ирландии (2015), в Финляндии, Германии и на Мальте (2017), в Австрии (2019), в Великобритании (2020), в Швейцарии и Словении (2022). 22 августа 2009 года в Швеции впервые церковь дала благословение на однополые браки. 27 июня 2010 года в Исландии в официальный однополый брак впервые в мировой истории вступила глава правительства — премьер-министр Йоханна Сигурдардоттир.

## Статус ЛГБТ в современном законодательстве разных стран

### Северная Европа
| Страна         | Год отмены уголовного наказания за однополые отношения            | Признание однополых союзов    | Однополый брак                                                               | Право на усыновление зарегистрированными однополыми парами | Право служить в армии, не скрывая своей ориентации | Закон о запрете дискриминации по признаку сексуальной ориентации | Законы, касающиеся трансгендерных людей                                 |
| -------------- | ----------------------------------------------------------------- | ----------------------------- | ---------------------------------------------------------------------------- | ---------------------------------------------------------- | -------------------------------------------------- | ---------------------------------------------------------------- | ----------------------------------------------------------------------- |
| Великобритания | 1967 (Англия и Уэльс), 1981 (Шотландия), 1982 (Северная Ирландия) | 2005                          | 2014 (Англия, Уэльс и Шотландия), 2020 (Северная Ирландия)                   | Да                                                         | Да                                                 | В любой форме                                                    | Закон о признании пола 2004                                             |
| Дания          | 1933                                                              | 1989 (первая страна в мире)   | 2012                                                                         | 2010                                                       | Да                                                 | В любой форме                                                    |                                                                         |
| Ирландия       | 1993                                                              | 2011                          | 2015                                                                         | 2015                                                       | Да                                                 | В любой форме                                                    | 2015                                                                    |
| Исландия       | 1940                                                              | 1996                          | 2010                                                                         | 2006                                                       | Вооруженные силы отсутствуют                       | В любой форме                                                    | Изменение пола легально; после операции — замена документов             |
| Латвия         | 1992                                                              | с 2024                        | Конституционный запрет с 2006                                                | Право на усыновление есть только у пар, живущих в браке    | Да                                                 | Некоторые формы дискриминации                                    | Изменение пола легально                                                 |
| Литва          | 1993                                                              | , рассматривается законопрект | Конституционный запрет с 1992 Признаются браки, заключённые в других странах | Право на усыновление есть только у пар, живущих в брак     | Да                                                 | В любой форме                                                    |                                                                         |
| Норвегия       | 1972                                                              | 1993                          | 2009                                                                         | 2009                                                       | Да                                                 | В любой форме                                                    | Изменение пола легально; после операции — замена документов             |
| Финляндия      | 1971                                                              | 2002                          | 2017                                                                         | 2017                                                       | Да                                                 | Некоторые формы дискриминации                                    |                                                                         |
| Швеция         | 1944                                                              | 1995                          | 2009                                                                         | 2003                                                       | Да                                                 | В любой форме                                                    | В 2013 г. обязательная стерилизация была отменена, но необходим развод. |
| Эстония        | 1992                                                              | 2016                          | с 2024                                                                       | с 2024                                                     | Да                                                 | Некоторые формы дискриминации                                    |                                                                         |

### Западная Европа
| Страна     | Год отмены уголовного наказания за однополые отношения | Признание однополых союзов                 | Однополый брак                             | Право на усыновление зарегистрированными однополыми парами | Право служить в армии, не скрывая своей ориентации | Закон о запрете дискриминации по признаку сексуальной ориентации | Законы, касающиеся трансгендерных людей |
| ---------- | ------------------------------------------------------ | ------------------------------------------ | ------------------------------------------ | ---------------------------------------------------------- | -------------------------------------------------- | ---------------------------------------------------------------- | --------------------------------------- |
| Бельгия    | 1795                                                   | 2000                                       | 2003                                       | 2006                                                       | Да                                                 | Запрет дискриминации в любой форме                               |                                         |
| Франция    | 1791                                                   | 1999                                       | 2013                                       | 2013                                                       | Да                                                 | Запрет дискриминации в любой форме                               |                                         |
| Гернси     | 1983                                                   | 2017 (Гернси), 2018 (Олдерни), 2020 (Сарк) | 2017 (Гернси), 2018 (Олдерни), 2020 (Сарк) | Нет                                                        | За оборону территории отвечает Великобритания      | Некоторые формы дискриминации                                    | Да                                      |
| Джерси     | 1990                                                   | 2012                                       | 2018                                       | Да                                                         | За оборону территории отвечает Великобритания      | Некоторые формы дискриминации                                    | Да                                      |
| Люксембург | 1795                                                   | 2004                                       | 2015                                       | 2015                                                       | Да                                                 | Некоторые формы дискриминации                                    |                                         |
| Монако     | 1793                                                   | 2020                                       | Нет                                        | Нет                                                        | За оборону территории отвечает Франция             | Некоторые формы дискриминации                                    |                                         |
| Нидерланды | 1811                                                   | 1998                                       | 2001 (первая страна в мире)                | Да                                                         | Да                                                 | Запрет дискриминации в любой форме                               | Да                                      |

### Центральная Европа
| Страна      | Год отмены уголовного наказания за однополые отношения               | Признание однополых союзов | Однополый брак                | Право на усыновление зарегистрированными однополыми парами | Право служить в армии, не скрывая своей ориентации | Закон о запрете дискриминации по признаку сексуальной ориентации | Законы, касающиеся трансгендерных людей                                                                            |
| ----------- | -------------------------------------------------------------------- | -------------------------- | ----------------------------- | ---------------------------------------------------------- | -------------------------------------------------- | ---------------------------------------------------------------- | --- |
| Австрия     | 1971                                                                 | 2010                       | 2019                          | 2015                                                       | Да                                                 | Запрет дискриминации в любой форме                               | Коррекция пола легальна и после неё выдаются новые документы                                                       |
| Венгрия     | 1962                                                                 | 2009                       | Конституционный запрет c 2012 | Нет                                                        | Да                                                 | Некоторые формы дискриминации                                    | С 2020 запрещено трансгендерным мужчинам и женщинам изменять пол, который был указан в их документах при рождении. |
| Германия    | 1968 (ГДР), 1969 (ФРГ), 1994 — подтверждение в объединённой Германии | 2001                       | 2017                          | 2017                                                       | Да                                                 | Запрет дискриминации в любой форме                               | Коррекция пола легальна и после неё выдаются новые документы                                                       |
| Лихтенштейн | 1989                                                                 | 2011                       | 2025                          | Нет                                                        | Вооружённые силы отсутствуют                       | Некоторые формы дискриминации                                    | |
| Польша      | 1932                                                                 | Нет                        | Конституционный запрет с 1997 | Но у отдельного гражданина есть право на усыновление       | Да                                                 | Некоторые формы дискриминации                                    | Коррекция пола легальна и после неё выдаются новые документы                                                       |
| Словакия    | 1962                                                                 | Нет                        | Конституционный запрет с 2014 | Нет                                                        | Да                                                 | Некоторые формы дискриминации                                    | Необходима стерилизация                                                                                            |
| Словения    | 1977                                                                 | 2006                       | 2022                          | 2022                                                       | Да                                                 | Запрет дискриминации в любой форме                               | Коррекция пола легальна и после неё выдаются новые документы                                                       |
| Хорватия    | 1977                                                                 | 2014                       | Конституционный запрет c 2013 | c 2021                                                     | Да                                                 | Запрет дискриминации в любой форме                               | Закон о запрете дискриминации                                                                                      |
| Чехия       | 1962                                                                 | 2006                       | Нет                           | Нет                                                        | Да                                                 | Запрет дискриминации в любой форме                               | Да |
| Швейцария   | 1798 (Женева, Во, Вале и Тичино), 1942 (вся страна)                  | 2007                       | 2022                          | 2022                                                       | Да                                                 | Запрет дискриминации в любой форме                               | Коррекция пола легальна и после неё выдаются новые документы                                                       |

### Южная Европа
| Страна     | Год отмены уголовного наказания за однополые отношения | Признание однополых союзов | Однополый брак | Право на усыновление однополыми парами | Право служить в армии, не скрывая своей ориентации                  | Закон о запрете дискриминации                                 | Законы, касающиеся трансгендерных людей                            |
| ---------- | ------------------------------------------------------ | -------------------------- | -------------- | -------------------------------------- | ------------------------------------------------------------------- | ------------------------------------------------------------- | ------------------------------------------------------------------ |
| Андорра    | 1790                                                   | 2005                       | 2023           | 2014                                   | Вооружённые силы отсутствуют                                        | Запрет дискриминации в любой форме                            |                                                                    |
| Ватикан    | 1929                                                   | Нет                        | Нет            | Нет                                    | Неизвестно                                                          | Нет                                                           |                                                                    |
| Греция     | 1951                                                   | 2015                       | 2024           | 2024                                   | Да                                                                  | Запрет дискриминации в любой форме                            |                                                                    |
| Испания    | 1979                                                   | 1998                       | 2005           | Да                                     | Да                                                                  | Запрет дискриминации в любой форме                            | La Ley de Identidad de Género (2007)                               |
| Италия     | 1890                                                   | 2016                       | / 2016         | , рассматривается законопроект         | Да                                                                  | Запрет некоторых форм дискриминации                           |                                                                    |
| Кипр       | 1998                                                   | 2015                       | Нет            | Нет                                    | Да                                                                  | Запрет дискриминации в любой форме                            |                                                                    |
| Мальта     | 1973                                                   | 2014                       | 2017           | 2014                                   | Да                                                                  | Запрет дискриминации в любой форме                            | Коррекция пола легальна и после неё можно получить новые документы |
| Португалия | 1983                                                   | 2001                       | 2010           | 2015                                   | Да                                                                  | Запрет дискриминации в любой форме (закреплено в Конституции) |                                                                    |
| Сан-Марино | 2001                                                   | 2019                       | Нет            | Нет                                    | Неизвестно                                                          | Запрет дискриминации в любой форме (закреплено в Конституции) |                                                                    |
| Турция     | 1858                                                   | Нет                        | Нет            | Официального запрета нет.              | Освобождение от воинской службы по причине психического отклонения. | , предложен законопроект                                      | Да                                                                 |

### Восточная Европа
| Страна               | Год отмены уголовного наказания за однополые отношения | Признание однополых союзов | Однополый брак                | Право на усыновление однополыми парами              | Право служить в армии, не скрывая своей ориентации | Закон о запрете дискриминации       | Законы, касающиеся трансгендерных людей                   |
| -------------------- | ------------------------------------------------------ | -------------------------- | ----------------------------- | --------------------------------------------------- | -------------------------------------------------- | ----------------------------------- | --------------------------------------------------------- |
| Албания              | 1995                                                   | , предложен законопроект   | [ 3 ]                         | Нет                                                 | Да                                                 | Запрет дискриминации в любой форме  | Запрет дискриминации, основанной на самоопределении пола. |
| Беларусь             | 1994                                                   | Нет                        | Конституционный запрет с 1994 | Нет                                                 | Да                                                 | Нет                                 | Да                                                        |
| Босния и Герцеговина | 1998                                                   | Нет                        | Нет                           | Нет                                                 | Да                                                 | Запрет некоторых форм дискриминации | Нет                                                       |
| Болгария             | 1968                                                   | Нет                        | Конституционный запрет с 1991 | / У отдельного гражданина есть право на усыновление | Да                                                 | Запрет дискриминации в любой форме  | Запрет по решению Верховного суда с 2023 года             |
| Северная Македония   | 1996                                                   | Нет                        | Нет                           | Нет                                                 | Да                                                 | Запрет некоторых форм дискриминации |                                                           |
| Молдова              | 1995                                                   | Нет                        | Конституционный запрет с 1994 | Нет                                                 | Да                                                 | Запрет некоторых форм дискриминации | Да                                                        |
| Черногория           | 1977                                                   | С июля 2021                | Конституционный запрет с 2007 | Нет                                                 | Да                                                 | Запрет дискриминации в любой форме  | Да                                                        |
| Румыния              | 1996                                                   | Нет                        | Нет                           | Нет                                                 | Да                                                 | Запрет дискриминации в любой форме  | Да                                                        |
| Россия               | 1993                                                   | Нет                        | Конституционный запрет с 2020 | Нет                                                 | Официального запрета нет (на деле не соблюдается)  | Нет                                 | Запрет на операции по смене пола с 2023 года              |
| Сербия               | 1994                                                   | Нет                        | Конституционный запрет с 2006 | Нет                                                 | Да                                                 | Запрет дискриминации в любой форме  | Да                                                        |
| Украина              | 1991                                                   | , предложен законопроект   | Нет                           | / У отдельного гражданина есть право на усыновление | Да                                                 | Запрет некоторых форм дискриминации | Да                                                        |

### Закавказский регион
| Страна      | Год отмены уголовного наказания за однополые отношения | Признание однополых союзов | Однополый брак                       | Право на усыновление зарегистрированными однополыми парами | Право служить в армии, не скрывая своей ориентации | Закон о запрете дискриминации по признаку сексуальной ориентации | Законы, касающиеся трансгендерных людей |
| ----------- | ------------------------------------------------------ | -------------------------- | ------------------------------------ | ---------------------------------------------------------- | -------------------------------------------------- | ---------------------------------------------------------------- | --------------------------------------- |
| Армения     | с 2003                                                 | No                         | (Конституционный запрет с 2015 года) | Нет                                                        | Нет                                                | Нет                                                              | Нет                                     |
| Азербайджан | с 2000                                                 | No                         | Нет                                  | Нет                                                        | Нет                                                | Нет                                                              | Нет                                     |
| Грузия      | с 2000                                                 | No                         | Нет                                  | Нет                                                        | Нет                                                | Да                                                               | (запрет с 2024)                         |

## Рейтинг стран от ILGA-Europe
Рейтинг ILGA иллюстрирует правовое положение ЛГБТ-людей в странах. Данные на май 2025. Источник: ILGA-Europe.

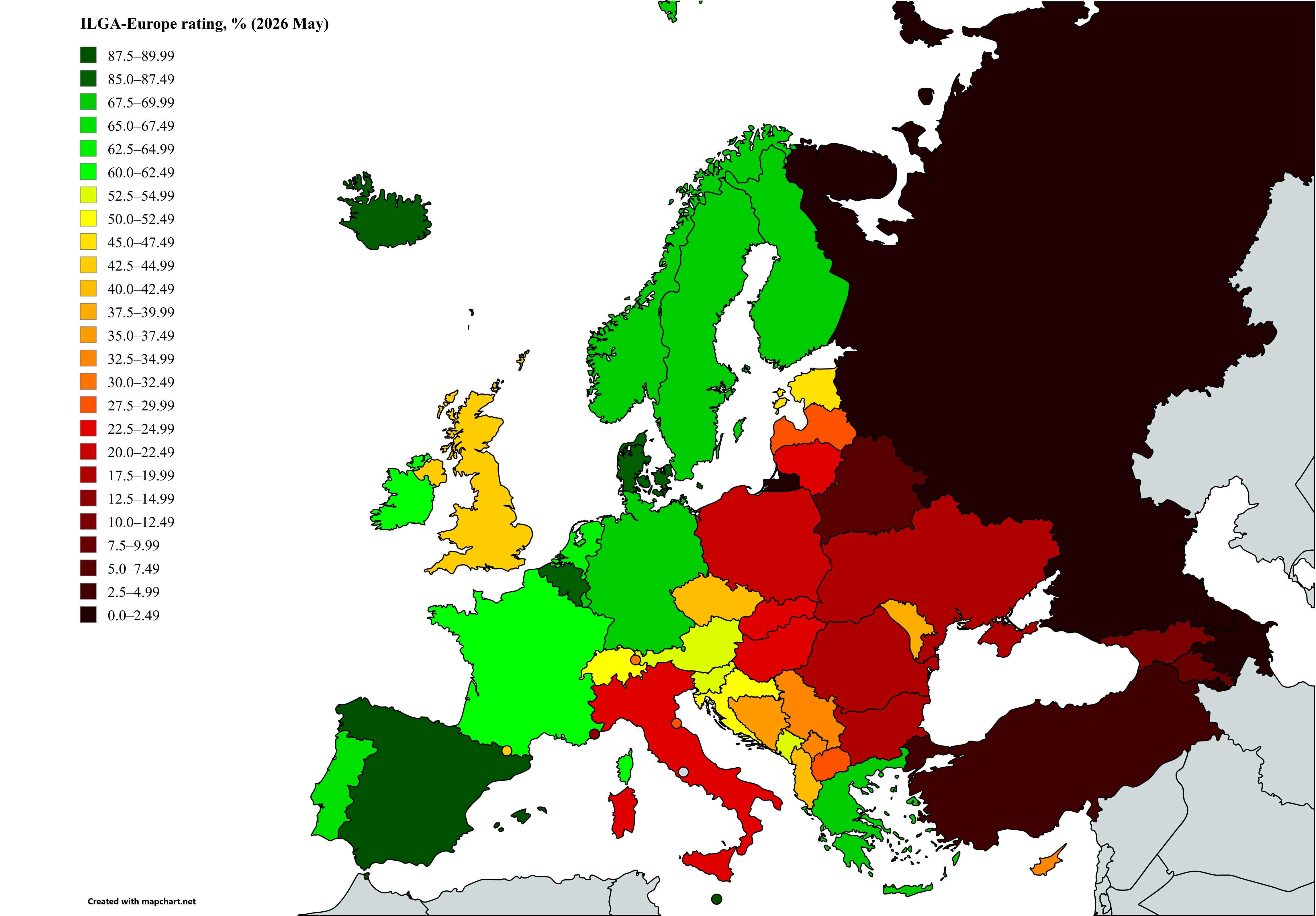
Карта стран Европы по рейтингу ILGA на май 2025

| страна или территория | рейтинг, % |
| --------------------- | ---------- |
| Мальта                | 88.83      |
| Бельгия               | 85.31      |
| Исландия              | 84.06      |
| Дания                 | 80.10      |
| Испания               | 77.97      |
| Финляндия             | 69.85      |
| Греция                | 69.18      |
| Германия              | 69.10      |
| Норвегия              | 68.60      |
| Люксембург            | 68.41      |
| Португалия            | 66.99      |
| Швеция                | 66.07      |
| Нидерланды            | 63.82      |
| Ирландия              | 62.84      |
| Франция               | 61.38      |
| Австрия               | 53.98      |
| Словения              | 50.29      |
| Швейцария             | 50.12      |
| Черногория            | 49.28      |
| Хорватия              | 49.14      |
| Эстония               | 45.91      |
| Великобритания        | 45.65      |
| Андорра               | 43.00      |
| Босния и Герцеговина  | 39.63      |
| Молдова               | 38.41      |
| Албания               | 35.45      |
| Сербия                | 35.26      |
| Республика Косово     | 34.82      |
| Кипр                  | 33.69      |
| Чехия                 | 33.17      |
| Северная Македония    | 29.26      |
| Лихтенштейн           | 28.96      |
| Словакия              | 27.17      |
| Латвия                | 25.74      |
| Италия                | 24.41      |
| Литва                 | 24.09      |
| Венгрия               | 22.70      |
| Болгария              | 21.26      |
| Польша                | 20.50      |
| Украина               | 18.76      |
| Румыния               | 18.63      |
| Сан-Марино            | 14.97      |
| Монако                | 13.70      |
| Грузия                | 11.88      |
| Беларусь              | 10.16      |
| Армения               | 9.16       |
| Турция                | 4.75       |
| Азербайджан           | 2.25       |
| Россия                | 2.00       |